# Discobola neoelegans
Discobola neoelegans là một loài ruồi trong họ Limoniidae. Chúng phân bố ở miền Tân bắc.